# Vincent Dollmann

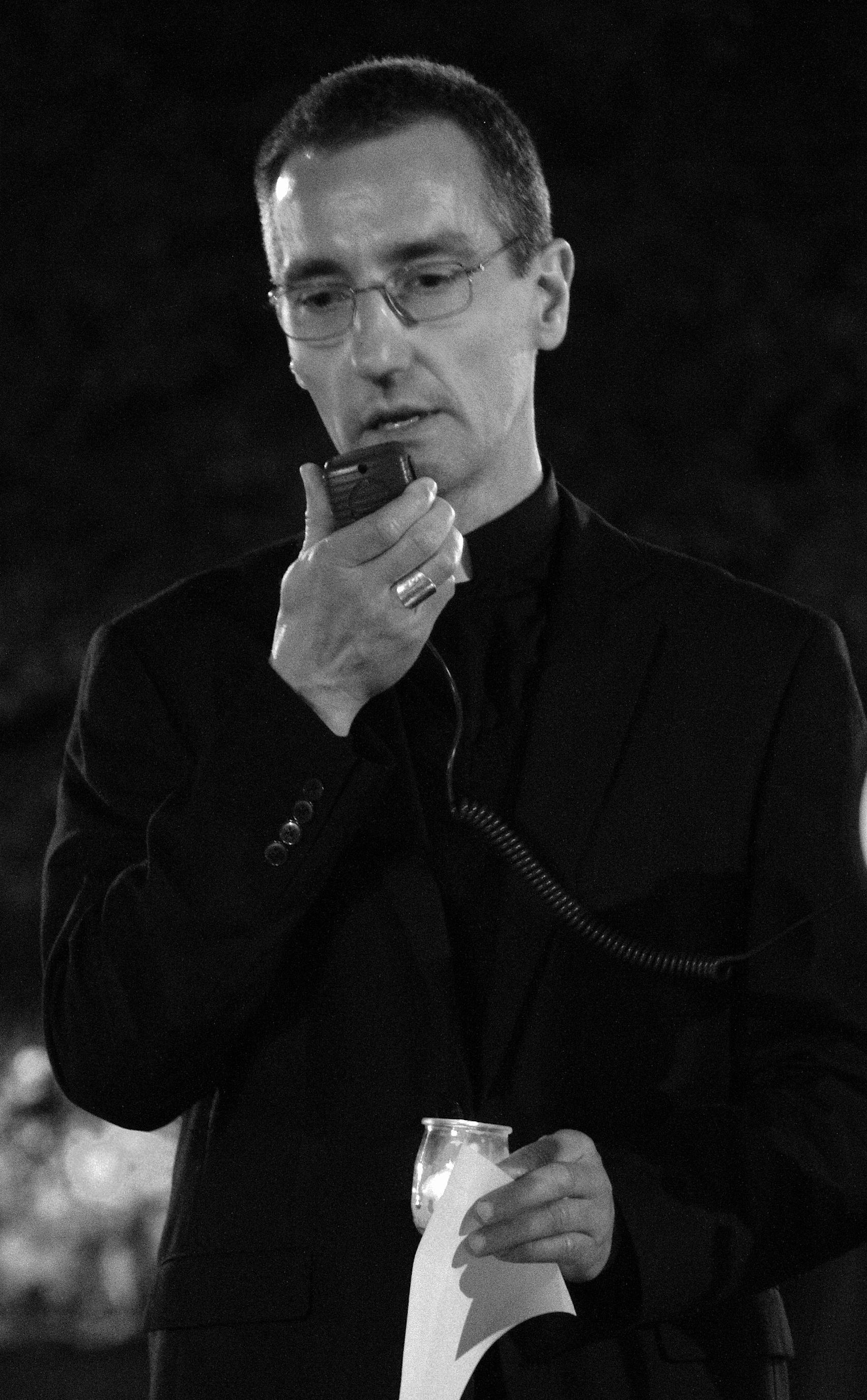
Vincent Dollmann,
April 2013

Wappen von Vincent Dollmann (Cambrai)

Wappen von Vincent Dollmann als Weihbischof

Vincent Dollmann (* 19. August 1964 in Mülhausen, Elsass, Frankreich) ist ein französischer römisch-katholischer Geistlicher und Erzbischof von Cambrai.

## Leben
Vincent Dollmann studierte am Priesterseminar von Straßburg und empfing am 24. Juni 1990 das Sakrament der Priesterweihe für das Erzbistum Straßburg. Nachdem er zunächst bis 1996 als Kaplan am Jugendseminar in Walbourg tätig gewesen war, wurde er Spiritual des Seminars von Straßburg. In dieser Zeit (1996–2009) war Dollmann zudem Prediger und Beichtvater am Straßburger Münster sowie Mitglied des Diözesanamts für katholisches Bildungswesen. Von 2009 bis 2012 arbeitete er in Rom für das Päpstliche Französische Priesterseminar sowie die Kongregation für das Katholische Bildungswesen.
Am 25. Juli 2012 ernannte ihn Papst Benedikt XVI. zum Titularbischof von Cursola und bestellte ihn zum Weihbischof in Straßburg. Der Erzbischof von Straßburg, Jean-Pierre Grallet OFM, spendete ihm am 2. September desselben Jahres die Bischofsweihe; Mitkonsekratoren waren der Archivar und Bibliothekar der Heiligen Römischen Kirche, Kurienerzbischof Jean-Louis Bruguès OP, und der Weihbischof in Straßburg, Christian Kratz.
Papst Franziskus ernannte ihn am 25. Mai 2018 zum Koadjutorerzbischof von Cambrai. Mit dem Tod François Garniers am 15. August 2018 folgte er diesem als Erzbischof von Cambrai nach.